# Casa-Museu Segrelles
La Casa-Museu Segrelles, és un museu dedicat al pintor valencià Josep Segrelles, ubicat junt a la casa natalícia de l'autor, en Albaida.
Després de viure i treballar a Barcelona i Nova York, Segrelles decideix fixar la seua residència al seu poble natal en 1932, i el 1940 comença a construir la que anava a ser la seua Casa-Museu, amb els dissenys que va realitzar durant l'estada a Amèrica. La construcció es va finalitzar el juliol del 1943.
L'habitatge, dissenyat per ell, està inspirat en l'arquitectura i art àrab. Disposa d'una biblioteca que complí la funció de biblioteca pública fins al dia que l'Ajuntament en disposà d'una.
Situada al costat de la seua casa natal, l'artista va pintar i viure allà fins al dia de la seua mort, el 3 de març de 1969.
És en la Casa-Museu on es troba la col·lecció antològica més important de l'artista, cobrint des dels seus inicis, amb retrats familiars, fins al seu oli pòstum La Pentecosta, emmarcada en els temes místics.
També s'hi troben les il·lustracions que va realitzar per a novel·les de Blasco Ibáñez, per a La Divina Comèdia de Dante, passatges de la V i IX simfonies de Beethoven, els contes de Les Mil i Una Nits, i d'altres autors com Poe, Wells o Cervantes.